# Тхотхонг (лаосский)

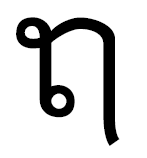

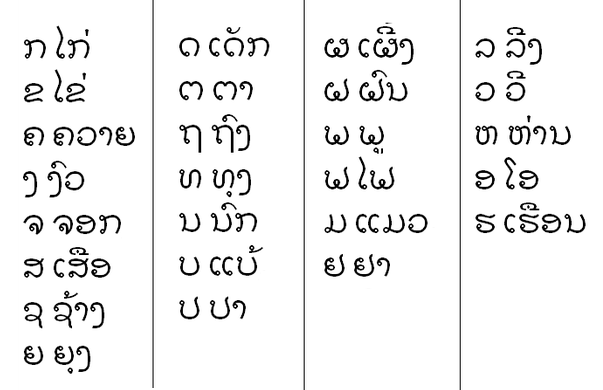
Алфавит

Тхотхонг (лао. тхонг — сумка) — тхо, 11-я буква лаосского алфавита, обозначает придыхательный глухой альвеолярный взрывной  согласный. В слоге может быть только инициалью, относится к согласным аксонсунг (верхний класс) и может образовать слоги, произносимые 1-м, 5-м и 6-м тоном. В тайском алфавите соответствует 22-й букве тхотхунг — ถ.
В шанском алфавите проецируется на букву тхатхай — .

## Ваййакон (грамматика)
- Тхэн — побудительная частица.